# Sixth Avenue Line

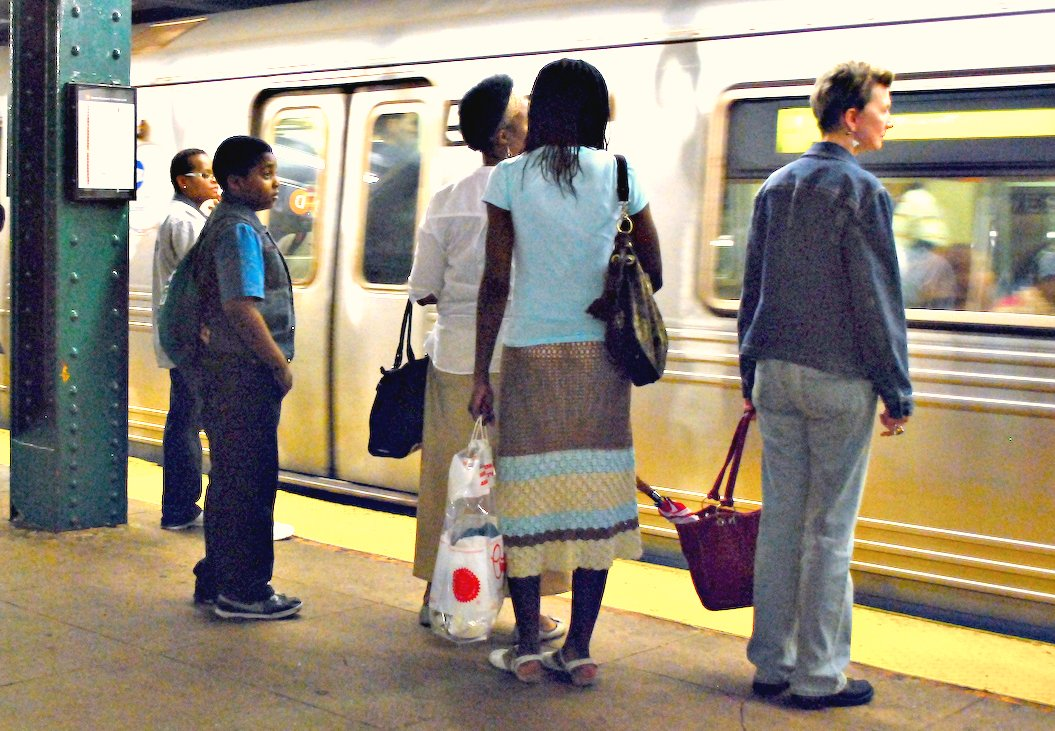

De Sixth Avenue Line is een metrolijntraject van de New York City Subway grotendeels gelegen in de borough Manhattan van New York. Het traject volgt de wegbedding van Sixth Avenue over vrijwel de volledige lengte van deze laan.
In het zuiden wordt het meest zuidelijk deel van Sixth Avenue bediend door de Eighth Avenue Line. Het is pas in Greenwich Village vanaf de intersectie met West Houston Street dat het traject van de Sixth Avenue Line ook effectief onder het wegdek van de gelijknamige straat begint te lopen. Zuidelijker wijkt de lijn af naar het oosten door NoHo, Chinatown, East Village en de Lower East Side. Het traject van de sneldiensten en voor de M-trein heeft West Houston Street gevolgd en vervolgens Chrystie Street ingedraaid om zo via wat de Chrystie Street Connection genoemd wordt, uit te komen aan de westelijke oprit van de Manhattan Bridge over welke de sporen lopen tot in Brooklyn en daar aansluiten op de Fourth Avenue Line, en de Brighton Line. De hoofdlijn met lokale sporen is wat oostelijker vanuit West Houston Street Essex Street ingedraaid om zo zuidwaarts door Lower Manhattan te lopen en vervolgens onder de East River te duiken via de Rutgers Street Tunnel. De lijn eindigt in de wijk DUMBO, afkorting van Down Under the Manhattan Bridge Overpass, in Brooklyn in het enige station van de Sixth Avenue Line dat niet in Manhattan ligt, York Street. Ten zuiden van dit station gaat het traject over in het metrolijntraject van de Culver Line.
In het noorden lopen de lokale sporen van de lijn tot aan het noordelijke eindpunt van Sixth Avenue, aan Central Park. In de ondergrond onder het park sluiten die sporen dan aan op de 63rd Street Line die met een bocht oostwaarts verder loopt onder 63rd Street. De sporen van de sneldienst zijn al vroeger afgeleid van Sixth Avenue en worden via 53rd Street (en met een station op de kruising van Seventh Avenue) terug doorverbonden in noordelijke richting met de Eighth Avenue Line onder de gelijknamige laan. 
Het hele sneldiensttraject wordt bediend door metrolijn B en metrolijn D, waarbij de B-treinen in de late avond en het weekend wel niet rijden. Het lokale traject wordt over de volledige lijn bediend door de F-treinen ( en ). De M-trein bedient elke dag buiten de late avonden op het metrolijntraject van Sixth Avenue Line de stations tussen 47th-50th Streets-Rockefeller Center en Broadway-Lafayette Street. 

## Geschiedenis
In de jaren twintig van de 20e eeuw was de uitdrukkelijke wens van het stadsbestuur van New York van in de verdere uitbouw van het metronetwerk een eigen rol te kunnen spelen met een stadsbedrijf, het voor dit doel opgerichte Independent Subway System en niet het volledige netwerk in handen te laten van de (via Dual Contracts wel deels gecontroleerde) particulier uitgebate Interborough Rapid Transit Company (IRT) en Brooklyn-Manhattan Transit Corporation (BMT) vervoersbedrijven.  De eerste opportuniteit werd gezien in de ontsluiting van Eighth Avenue middels metroverkeer. Maar ook de vervanging van Sixth Avenue Elevated (een lijn van de IRT) door een eigen ondergrondse lijn stond bij de te realiseren trajecten. Het eerste deel van de lijn, onder Houston Street en Essex Street werd in gebruik genomen op 1 januari 1936, de constructie onder Sixth Avenue zelf lag veel moeilijker omdat niet alleen zo lang de lijn niet in dienst genomen kon worden de Sixth Avenue Elevated in dienst moet blijven maar ondergronds ook de sporen en stations van de in dienst zijnde Hudson and Manhattan Railroad die New Jersey verbond met Midtown Manhattan, ontzien moesten worden en operationeel moesten blijven. Het was dan ook pas op 15 december 1940 dat het deel van de Sixth Avenue Line noordwaarts tot 47th-50th Streets-Rockefeller Center ook actief werd, en zelfs tot 1 juli 1968 vooraleer het metrostation 57th Street en de connectie met de 63rd Street Line de metrolijntrajectontwikkeling voltooiden.

## Stations
Met het pictogram van een rolstoel zijn de stations aangeduid die ingericht zijn in overeenstemming met de Americans with Disabilities Act van 1990.
| Station                              |  | Dienst | Opmerkingen |
| ------------------------------------ |  | ------ | --- |
| 7th Avenue                           |  |        | Enkel sneldienstsporen - verbinding door 53rd Street met Eighth Avenue Line - Overstap (Queens Boulevard Line) |
| 57th Street                          |  |        | Enkel lokale sporen - verbinding met 63rd Street Line                                                          |
| 47th-50th Streets-Rockefeller Center |  |        | Vier sporen |
| 42nd Street-Bryant Park              |  |        | Overstap (Flushing Line)                                                                                       |
| 34th Street-Herald Square            |  |        | Overstap (Broadway Line)                                                                                       |
| 23rd Street                          |  |        | |
| 14th Street                          |  |        | Overstap (Broadway-Seventh Avenue Line) (Canarsie Line)                                                        |
| West Fourth Street-Washington Square |  |        | Overstap (Eighth Avenue Line)                                                                                  |
| Broadway-Lafayette Street            |  |        | |
| Grand Street                         |  |        | Enkel sneldienstsporen - Chrystie Street Connection - richting Manhattan Bridge                                |
| 2nd Avenue                           |  |        | |
| Delancey Street                      |  |        | Overstap (Nassau Street Line)                                                                                  |
| East Broadway                        |  |        | |
| York Street                          |  |        | |

 ·  ·  ·  ·  ·  ·  ·  ·  · 